# Monos en el espacio

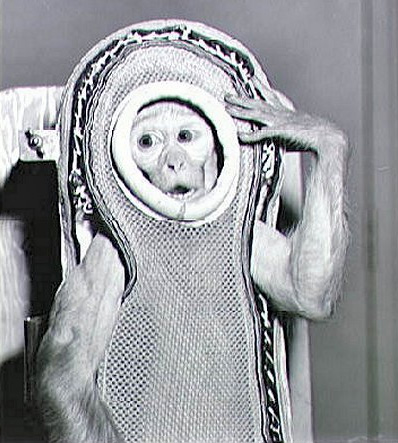
Luca, el macaco que voló a una altitud de 88 km en 1958. (NASA).

Antes de que el humano fuera en un vuelo espacial tripulado lanzado al espacio, diversos animales fueron usados para investigar los efectos biológicos de una exploración espacial como el macaco.
Estados Unidos lanzó vuelos tripulados por monos, principalmente entre 1948 y 1961, haciendo dos lanzamientos más en 1969 y 1985. Francia lanzó dos vuelos espaciales con monos en 1967. Rusia a su vez, lanzó monos de 1983 a 1996. Entre 1969 y 1970 Argentina lanzó pequeños simios en vuelos suborbitales a bordo de cohetes Canopus II y Pantera X-1 de fabricación propia. 
La gran mayoría de los animales eran anestesiados antes del despegue. Treinta y dos monos volaron en programas espaciales; cada uno con una misión específica. Numerosos monos sirvieron de respaldo y también participaron en los programas pero nunca volaron. Fueron usados individuos de diversas especies incluyendo las especies Macaca mulatta, Macaca fascicularis y del género Saimirí y monos filipinos.

## Estados Unidos

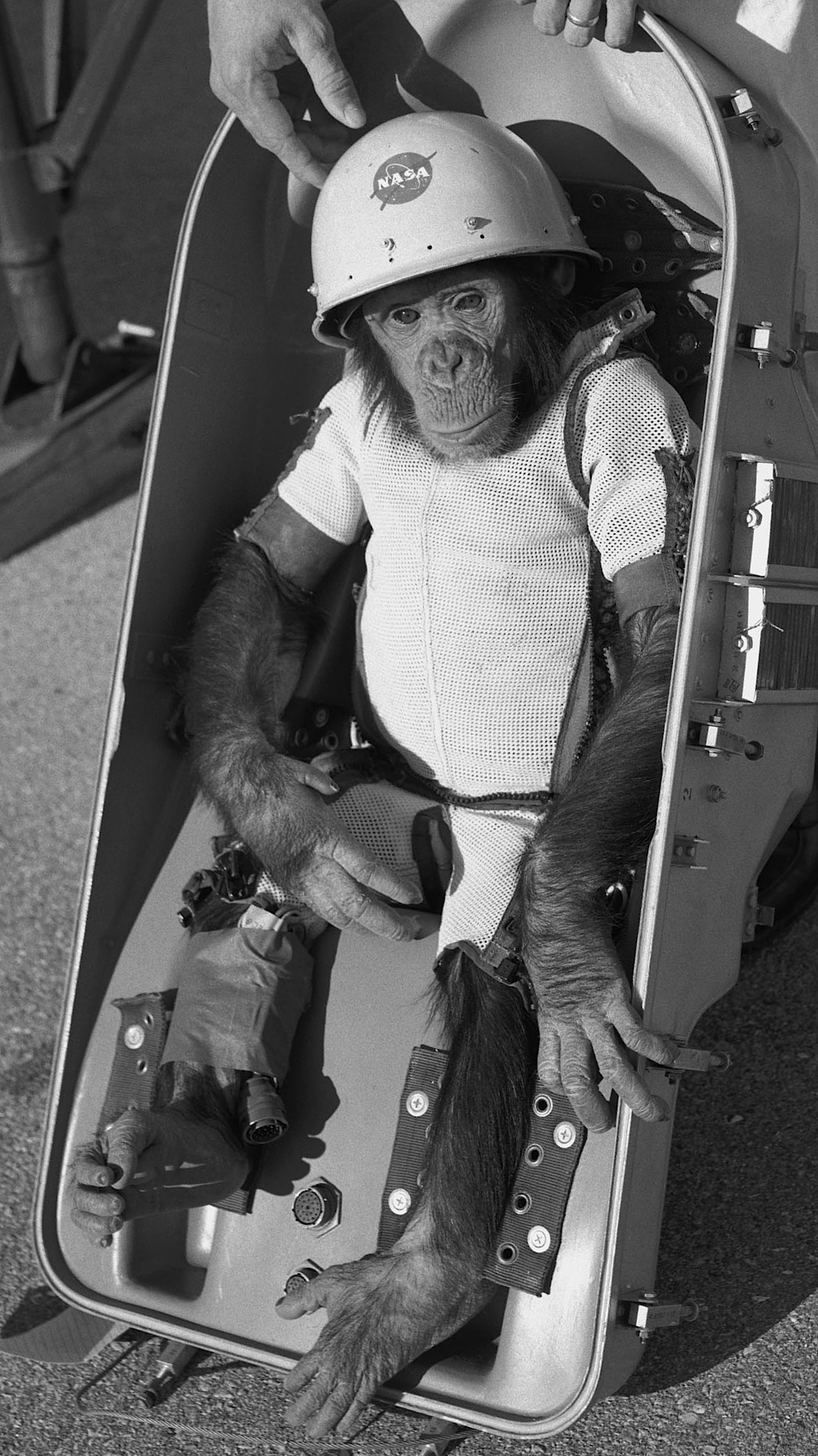
El chimpancé "Ham" en traje espacial está instalado en el sofá de la cápsula #5 Mercury-Redstone 2 antes de su vuelo de prueba que se llevó a cabo el 31 de enero de 1961.

El primer mono astronauta se llamó Albert, fue un macaco rhesus. Albert fue lanzado por los EE. UU. el 11 de junio de 1948 y alcanzó la altura de 63 km a bordo de un cohete V2, Albert murió sofocado durante el vuelo.
Posteriormente los EE. UU. enviaron a Albert II quien sobrevivió al vuelo pero murió al impactar el cohete en el que viajaba el 14 de junio de 1949, Albert II fue el primer mono en el espacio al lograr alcanzar la altura máxima de 134 km. Los estadounidenses luego enviaron a Albert III quien murió a los 10,7 km de altura al estallar el cohete V2 que lo transportaba el 16 de septiembre de 1949.
Albert IV fue el último en tripular cohetes tipo V2 pero también murió al estrellarse el cohete el 8 de diciembre del mismo año. Albert II y Albert IV eran macacos rhesus y Albert III era un macaco fascicularis.
Tiempo después los primates viajaron en cohetes Aerobee (tipo misil). El 18 de abril de 1951 un mono posiblemente llamado Albert V murió debido a una falla en el paracaídas, Yorick, también llamado Albert VI junto con 11 ratones como cotripulantes se convirtió en el primer primate en sobrevivir un vuelo espacial pero murió dos días después de aterrizar. Patricia y Mike, dos monos filipinos, volaron el 21 de mayo de 1952 y sobrevivieron pero su vuelo fue por debajo de la definición de los 100 km para ser considerado espacial.
El 13 de diciembre de 1958, Gordo (también llamado Old Reliable) un mono ardilla, sobrevivió al ser lanzado a bordo de un cohete Júpiter AM-13 del Ejército de los Estados Unidos, no obstante murió a causa de un fallo mecánico del sistema de recuperación del paracaídas en la punta del cohete. Todos estos monos fueron seguidos por Albert VII, VIII, IX, X y así sucesivamente hasta llegar a nuestros días, con el Albert XX.
El 28 de mayo de 1959, Able ("Capaz") un macaco rhesus y Miss Baker una mono ardilla, se convirtieron en los primeros seres vivientes en regresar exitosamente a la tierra después de viajar al espacio viajando a bordo de un cohete Júpiter AM-18. Viajaron excediendo los 16.000 km/h y soportando una gravedad de 38 g (373 m/s²). Able murió el 1 de junio de 1959 mientras se le practicaba una cirugía para extirparle un electrodo infectado, a causa de la anestesia. Miss Baker murió el 29 de noviembre de 1984 a la edad de 27 años y fue sepultada en los terrenos del Space and Rocket Center ubicado en Huntsville, Alabama. Able fue disecado, y actualmente es exhibido en el Instituto Smithsoniano del Aire y Museo Espacial. Sus nombres fueron tomados del alfabeto fonético conjunto Ejército/Armada.
El 4 de diciembre de 1959, Sam, un macaco rhesus voló en un cohete Little Joe 2 dentro del Programa Mercurio, seguido por Miss Sam, también un macaco rhesus en un cohete Little Joe 1B.
Los chimpancés Ham y Enos también volaron dentro del Programa Mercurio.
Goliat, un mono ardilla murió en la explosión de su cohete Atlas el 10 de noviembre de 1961. Otro mono rhesus llamado Scatback efectuó un vuelo suborbital el 20 de diciembre de 1961 pero se perdió a su reingreso a la Tierra al caer al mar.
Bonny, un macaco, voló dentro de un Biosatellite 3 en una misión que duró del 29 de junio al 8 de julio de 1969. Fue el primer vuelo de larga duración pero éste se dio cuando los vuelos humanos eran ya cosa común, murió al aterrizar.
La misión Spacelab 3 del Transbordador espacial Challenger documentada bajo la clave STS-51-B llevó a bordo a dos monos ardilla nombrados N.º 3165 y N.º 384-80 el vuelo duró del 29 de abril al 6 de mayo de 1985.

## Francia
Francia lanzó al espacio al macaco Martine (Martina), a bordo de un cohete Vesta el 7 de marzo de 1967 y otro el 13 de marzo llamado Pierette (Pedrito).

## Unión Soviética/Rusia
El programa espacial ruso/soviético denominado Programa de Satélites Bion solamente usó macacos rhesus.
Los primeros monos soviéticos, Abrek y Bion, volaron dentro de la misión Bion 6, con duración del 14 al 20 de diciembre de 1983.
Los siguientes serían Verny y Gordy quienes participaron en la misión Bion 7 que duró del 10 al 17 de julio de 1985, después serían Drema y Yerosha en la misión Bion 8 que duró del 29 de septiembre al 12 de octubre de 1987.
La misión Bion 9 tripulada por los monos Zhakonya y Zabiyaka duró del 15 al 28 de septiembre de 1989, y son ellos quienes tienen el récord de estancia prolongada en el espacio de 13 días y 17 horas.
La misión Bion 10 fue tripulada por los monos Krosh e Ivasha y sólo duró 9 días iniciándose el 29 de diciembre de 1992 y culminando el 7 de enero de 1993.
Los últimos primates en viajar al espacio exterior fueron Lapik y Multik y participaron en la misión Bion 11 que se efectuó del 24 de diciembre de 1996 al 7 de enero de 1997, Multik murió a las pocas horas de aterrizar.
Los nombre de los monos comenzaban con la letra del alfabeto ruso consecutivamente (A, B, V, G, D, E, Zh, Z, I, K, L, M...)

## Argentina

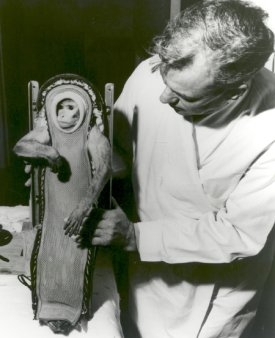
El mono Juan, preparado para viajar al espacio.

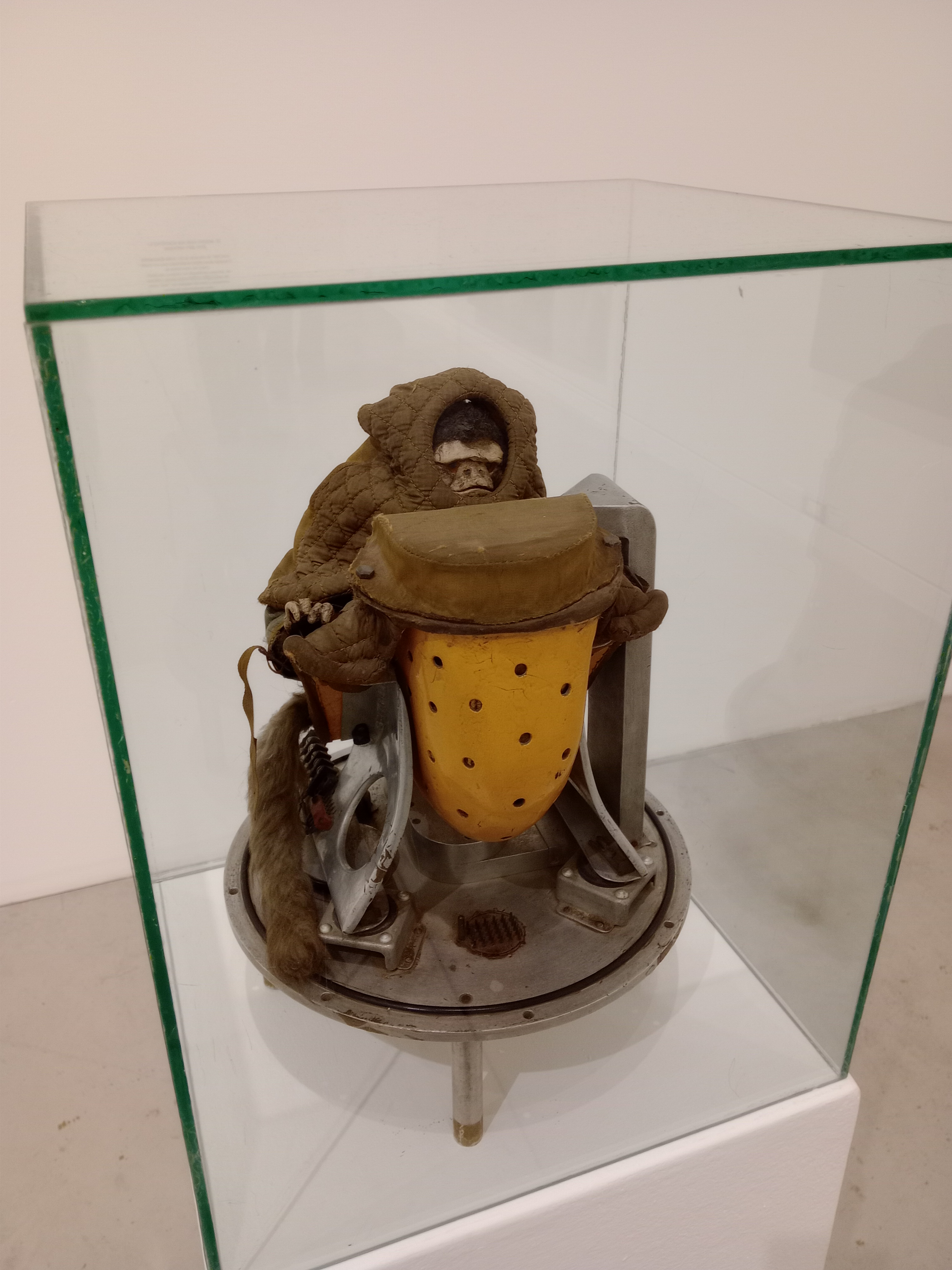
El mono Juan en su habitáculo

El 23 de diciembre de 1969, dentro del marco de la Operación Navidad, Argentina lanzó al espacio en un cohete Canopus II modificado a Juan, un mono caí capturado por la Gendarmería Nacional en la provincia de Misiones, quien ascendió dentro de su cápsula "Amanecer", hasta una altura de 82 km siendo recuperado exitosamente. El 1 de febrero de 1970 el Instituto Civil de Tecnología Espacial repitió la experiencia con un mono hembra de la misma especie y procedencia, llamada Cleopatra (diminutivo Cleo), que llegó a una altitud de 20 kilómetros a bordo de un Pantera X-1, pero pereció al estrellarse en tierra después de fallar su paracaídas. Otros simios fueron lanzados a lo largo de ese año y recuperados exitosamente.